# Emlyn Hughes International Soccer
Emlyn Hughes International Soccer was een Engels computerspel dat werd ontwikkeld en uitgegeven door Audiogenic Software. Het spel kwam in 1988 uit voor de Commodore 64. Later volgde ook ports voor andere populaire homecomputers van de jaren tachtig. In 2011 kwam er een versie beschikbaar voor de iPad en de iPhone.
Het spel is een voetbalspel dat bestaat uit het managen van teams en het spelen van wedstrijden. Het speelveld wordt isometrisch weergegeven. Oud-profvoetballer Emlyn Hughes, die in de jaren 1970 kapitein was van Liverpool FC en het Engels voetbalelftal, verleende zijn naam aan dit voetbalsimulatiespel.
Het spel wordt bestuurd via het toetsenbord of de joystick. Het kan met een of twee spelers gespeeld worden.

## Platforms
| Jaar | Platform                 |
| ---- | ------------------------ |
| 1988 | Commodore 64             |
| 1989 | Amstrad CPC, ZX Spectrum |
| 1990 | Amiga, Atari ST          |
| 2011 | iPad, iPhone             |

## Ontvangst
| Beoordeeld door                       | Platform     | Datum          | Score |
| ------------------------------------- | ------------ | -------------- | ----- |
| ST Format                             | Atari ST     | september 1992 | 90%   |
| ACE (Advanced Computer Entertainment) | Commodore 64 | juni 1989      | 89%   |
| Amiga Joker                           | Amiga        | juli 1990      | 85%   |
| Power Play                            | Amiga        | juni 1990      | 83%   |
| Power Play                            | Atari ST     | juni 1990      | 83%   |
| ASM (Aktueller Software Markt)        | Atari ST     | juli 1990      | 83%   |
| Interface                             | Amiga        | 1991           | 80%   |
| Power Play                            | Commodore 64 | januari 1989   | 79%   |